# Cash Assurances
 (mars 2023).
La mise en forme du texte ne suit pas les recommandations de Wikipédia : il faut le « wikifier ».
Les points d'amélioration suivants sont les cas les plus fréquents. Le détail des points à revoir est peut-être précisé sur la page de discussion.
- Les titres sont pré-formatés par le logiciel. Ils ne sont ni en capitales, ni en gras.
- Le texte ne doit pas être écrit en capitales (les noms de famille non plus), ni en gras, ni en italique, ni en « petit »…
- Le gras n'est utilisé que pour surligner le titre de l'article dans l'introduction, une seule fois.
- L'italique est rarement utilisé : mots en langue étrangère, titres d'œuvres, noms de bateaux, etc.
- Les citations ne sont pas en italique mais en corps de texte normal. Elles sont entourées par des guillemets français : « et ».
- Les listes à puces sont à éviter, des paragraphes rédigés étant largement préférés. Les tableaux sont à réserver à la présentation de données structurées (résultats, etc.).
- Les appels de note de bas de page (petits chiffres en exposant, introduits par l'outil «  Source ») sont à placer entre la fin de phrase et le point final[comme ça].
- Les liens internes (vers d'autres articles de Wikipédia) sont à choisir avec parcimonie. Créez des liens vers des articles approfondissant le sujet. Les termes génériques sans rapport avec le sujet sont à éviter, ainsi que les répétitions de liens vers un même terme.
- Les liens externes sont à placer uniquement dans une section « Liens externes », à la fin de l'article. Ces liens sont à choisir avec parcimonie suivant les règles définies. Si un lien sert de source à l'article, son insertion dans le texte est à faire par les notes de bas de page.
- La présentation des références doit suivre les conventions bibliographiques. Il est recommandé d'utiliser les modèles {{Ouvrage}}, {{Chapitre}}, {{Article}}, {{Lien web}} et/ou {{Bibliographie}}. Le mode d'édition visuel peut mettre en forme automatiquement les références.
- Insérer une infobox (cadre d'informations à droite) n'est pas obligatoire pour parachever la mise en page.

Pour une aide détaillée, merci de consulter Aide:Wikification.
Si vous pensez que ces points ont été résolus, vous pouvez retirer ce bandeau et améliorer la mise en forme d'un autre article.
 (février 2023).
Cash Assurances ou la Compagnie d'assurances des hydrocarbures (en arabe : شركة تأمين المحروقات), CASH en abrégé, est une compagnie d'assurance algérienne créée en 1999.

## Histoire
La Compagnie d'Assurances des Hydrocarbures a été fondée le 18 juillet 1999 par le groupe Sonatrach et la Compagnie Algérienne d'Assurance et de Réassurance (CAAR) à la faveur de l'ordonnance 95-07 relative aux assurances, et est entrée en activité en 2000, sous sa forme juridique de société par actions. 

### Actionnariat
En 2022, le capital social de Cash Assurances est de 15 milliards DZD, apporté par quatre actionnaires publics : Sonatrach (76%), Naftal (12%), CAAR (8%), CCR (4%).

### Filiales
Cash Assurances crée en 2015 une filiale spécialisée dans l'assurance de personnes, Algerian Gulf Life Insurance Company (AGLIC), connu sous le nom commercial « L'Algérienne Vie », en partenariat avec le Koweitien Gulf Insurance Group et la Banque nationale d'Algérie,.

## Activité et chiffres clés

### Activité
A sa création, l'activité de la Cash était axée principalement sur la gestion des risques liés aux hydrocarbures. 
Peu de temps après, la compagnie commence à proposer des services de gestion, accompagnement et conseils en matière d'assurance aux particuliers, professionnels et entreprises qui le souhaitent. Sa spécialité reste aujourd'hui[Quand ?] la gestion des grands[En quoi ?] risques, notamment ceux liés aux secteurs d'énergie et de l'industrie,.

### Chiffres clés
La Cash Assurances en chiffres c'est :
- 37 000 clients nationaux et internationaux
- 20 milliards de dinars de chiffres d'affaires en 2023
- 1 agence virtuelle
- 673 collaborateurs[1]
- 44 protocoles de courtage
- 3e place au marché national[10],[11]
- +12 place au classement Africain 2020[12]
- +23 place au classement Arabe[13]